# Busou Shoujo Machiavellianism
Busou Shoujo Machiavellianism (武装少女マキャヴェリズム, Busō Shōjo Makyaverizumu) é uma serie de mangá escrita por Yūya Kurokami e ilustrada por Karuna Kanzaki serializada na revista Monthly Shōnen Ace desde março de 2014 a junho de 2022. Uma adaptação para anime foi feita pelo estúdio Silver Link, tendo 12 episódios foram transmitidos entre abril e junho de 2017.

## Enredo
Nomura Fudo é um jovem que foi  recentemente expulso de sua antiga escola como resultado de uma grande e violenta luta. Ele busca por uma vida normal, porem a nova escola para qual foi transferido é a Escola Privada Aichi Simbiose, onde as estudantes femininas tem oprimido violentamente os seus colegas homens e obrigado-lhes a se travestirem para poder viver na escola. Um grupo de vigilantes chamado de "As Cinco Espadas Supremas" liderado por Rin Onigawara pressiona Nomura por meio da força a cumprir as regras impostas aos homens ou deixar a nova escola. Não aceitando esse tratamento, Nomura desafia as Cinco Espadas Supremas por seus próprios direitos e para defender a verdadeira moralidade por meio da força.